# Blăjenii de Jos, Bistrița-Năsăud
Blăjenii de Jos, mai demult Blașfalăul de Jos, Blajfalăul de Jos (în dialectul săsesc Nedderšt-Bluesendref, în germană Unter-Blasendorf, în maghiară Alsóbalázsfalva, Szászbalázsfalva) este un sat în comuna Șintereag din județul Bistrița-Năsăud, Transilvania, România.

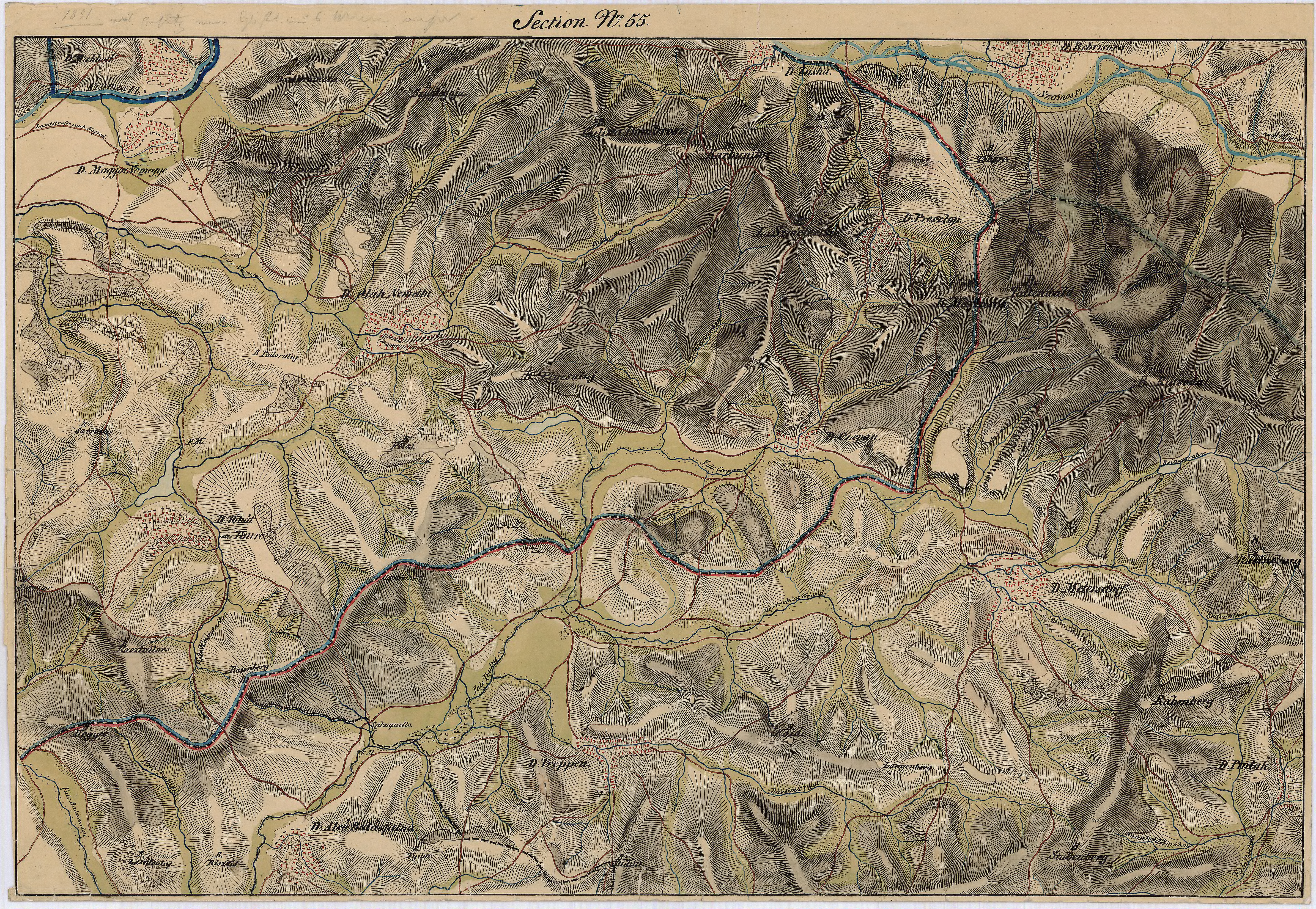
Blăjenii de Jos pe Harta Iosefină a Transilvaniei, 1769-73

## Date geologice
În subsolul localității se găsește un masiv de sare.

## Obiective turistice
Principalul obiectiv turistic din jurul localității este Rezervația naturală „La Sărătură”. Rezervația este localizată la aproximativ 2,5 km de centrul localității, înspre Nord, într-o zonă sărăturoasă. Aici, în zona din jurul unei fântâni cu apă sărată amenajată încă de prin secolul XIX de către sașii care locuiau în zonă, crește o plantă foarte rară în această parte a Europei, pe nume Armeria Maritima Wild. 
Aceasta este singura rezervație naturală de acest tip din România în care se poate găsi această plantă, a cărei areal natural este localizat în special pe coastele oceanice ale Europei de Vest.
Și în alte țări din regiune (de exemplu Ungaria, Ucraina, Polonia ș.a.m.d.) există rezervații de acest tip, dar sunt foarte mici ca și întindere comparativ cu aceasta, care măsoară aproximativ 5ha.

## Istorie
Cel mai vechi document păstrat în care se consemnează satul Blăjeni (Blașfalău) datează din 21 iunie 1434, fiind în legătură cu niște pământuri dobândite de proprietarii locali în hotarele satelor Dumitra și Tărpiu. Conventul de la Cluj-Mănăștur confirma diploma regelui Sigismund din 1434 prin care Nicolae de Șintereag (Somkerek), Ioan și Grigore, fii lui Chereny de Blăjeni, să fie introduși în posesia moșiilor de la Țaga, Fata, Bucină și Tehevches, care au devenit proprietate. 
Populația Blăjeniului de Jos se compune în anii 1720-1721 din 22 de gospodării din care: 11 iobagi, 6 jeleri, 5 alții, cu toții români și foloseau circa 230 de iugăre de pământ arabil și o fâneață de 56 de zile de coasă. În anul 1785 trăiau aici 504 persoane iar în anul 1850 - 541 de persoane din care 462 erau români, 79 maghiari, 18 sași iar 42 alții. Numirea veche a satului a fost Blașfalăul de Jos. Cândva pe acest teritoriu ar fi locuit sași pentru că pe locul unde se află astăzi edificiul școlii ar fi fost un cimitir, după cum rezultă din aflarea osemintelor omenești, iar numirea cea mai veche a fost Blasendorf (denumirea săsească). După datele și scriptele găsite la Parohia Blăjenii de Jos, clădirea fostei biserici cu hramul "Sfinții Arhangheli" a fost sfințită de Dionisie Novacovici, episcopul Budei, în anul 1768 după data menționată pe un Sfânt Artimis. Românii de pe aceste meleaguri au fost în general iobagi și slugi pe cele 3 moșii grofești. Cu timpul au devenit proprietari. Între anii 1986-1992, sub păstorirea preotului I. Vasile Vultur și prin eforturile deosebite ale credincioșilor din parohie se reușește construirea unei frumoase biserici noi , care a fost sfințită la data de 30 august 1992 de către P.S.S. Dr. Irineu Pop Bistrițeanul - episcop vicar al Arhiepiscopiei Vadului, Feleacului și Clujului. 
(Extras din „Monografie - album” a Protopopiatului Ortodox al Bistriței)